# Ichneumon rubicundus
Ichneumon rubicundus là một loài tò vò trong họ Ichneumonidae.